# Miina Laukkanen
Miina Laukkanen (...) è una giocatrice di football americano finlandese, che gioca come wide receiver per le Tampere Saints.
In precedenza ha giocato per le Kouvola Indians, per le Mikkeli Bouncers e per le Kotka Eagles.